# Thomas d'Olera
Thomas d'Olera (Olera, 1563 - Innsbruck, 3 mai 1631) est un religieux capucin prédicateur italien et précurseur de la dévotion au Sacré-Cœur. Il est considéré comme bienheureux par l'Église catholique et fêté le 4 mai. 

## Biographie
Thomas d'Olera est né en 1563 dans le village d'Olera, frazione de la commune d'Alzano Lombardo, dans l'actuelle province de Bergame au sein d'une ancienne famille noble. Durant sa jeunesse il travaille dans les champs. En 1580, à l'âge de 17 ans, il décide d'entrer chez les capucins et rejoint le couvent de Vérone comme frère convers.
Il reste dans la ville de Vérone jusqu'en 1605, quand il est transféré à Vicence, ville où il prêche pour donner naissance à des vocations féminines. Il récolte aussi des fonds pour faire construire le monastère Saint-Joseph.
Le Frère Thomas est envoyé ensuite à Rovereto en 1612. Là, il rencontre Bernardine Floriani, âgée de 13 ans, et lui dit que Jésus la veut pour épouse. Il l'encouragera plus tard à fonder un couvent de clarisse, ce qu'elle fera en 1650 en prenant le nom de Jeanne-Marie de la Croix.
C'est à Padoue qu'il continue sa mission, à partir de 1618, où il est gardien du couvent. Au couvent de Conegliano, il a les fonctions de frère mendiant. Sa réputation de grand prédicateur lui vaut l'invitation de Léopold V, archiduc du Tyrol, pour être son directeur spirituel. 
Il devient ensuite conseiller de nombreuses personnalités politiques et ecclésiastiques. Même s'il fréquente de grands personnages, le Frère Thomas reste toujours humble et obéissant envers ses supérieurs. Il a aussi un mode de vie très austère, rythmé par la prière et la pénitence. En plus de ses grands talents de prédicateur, il est également considéré comme précurseur de la dévotion au Sacré-Cœur. En plus de ses nombreuses activités, il fait construire un sanctuaire marial à Volders, qui sera inauguré en 1654. Il meurt en odeur de sainteté le 3 mai 1631 à Innsbruck.

## Béatification
Son procès en béatification est ouvert en 1963. Il est déclaré vénérable le 23 octobre 1987 par le pape Jean-Paul II. Il est solennellement béatifié le 21 septembre 2013, l'année du 450e anniversaire de la naissance du Frère Tommaso, dans la cathédrale Saint-Alexandre de Bergame, par le cardinal Angelo Amato au nom du pape François.